# Дюплю, Фредерик
Фредерик Дюплю (фр. Frédéric Duplus; род. 7 апреля 1990, Бельфор, Франция) — французский футболист, играет на позиции правого защитника за бельгийский клуб «Стандард (Льеж)».

## Карьера
Дюплю — воспитанник молодёжной школы «Сошо», в котором начинал с 2002 года. Он входил в состав молодёжной команды «Сошо», что выиграла Кубок Гамбарделла в 2007 году. Он провёл свой дебютный матч 24 сентября 2008 года в рамках третьего круга Кубка французской лиги 2008/2009 против марсельского «Олимпика», выйдя на замену и проведя на поле 11 минут. Он провёл свой дебютный матч в Лиге 1 29 октября 2008 года против клуба «Олимпик Лион», однако он был заменен, проведя на поле лишь 32 минуты, вскоре было обнаружено, что Дюплю после стыка с Каримом Бензема, порвал крестообразные связки и выбыл из-за травмы на срок до шести месяцев. Не появляясь с профессионалами в первой половине сезона 2010/2011, он был отдан в аренду клубу Лиги 2 «Ванн» в январе 2011 года, после чего он играл в аренде за «Генгам». В 2013 году на правах свободного агента перешёл в бельгийский клуб «Зюлте-Варегем».

## Международная карьера
Дюплю в 2007 году был членом сборной Франции, которая участвовала на юношеском чемпионате мира, на котором юношеская сборная Франции дошла до 1/4 финала, где в серии послематчевых пенальти уступила Испании. Он также играл за Франция (до 19) в стартовом матче Кубка Сендай в 2008 году.